# Michael Tilson Thomas
Michael Tilson Thomas (21 de dezembro de 1944) é um maestro, compositor e pianista estadunidense. E atual diretor musical da Orquestra Sinfônica de São Francisco.

## Biografia

### Primeiros Anos
Tilson Thomas nasceu em Los Angeles, Califórnia, filho de Ted e Roberta Thomas. Tilson Thomas estudou na University of Southern California sob os ensinamentos de Ingolf Dahl. Como estudante de Friedelind Wagner, Tilson Thomas foi o assitente musical e assitente dos maestros no Festival de Bayreuth.

### Carreira
Em 1969, Tilson Thomas fez sua estreia como maestro com a Orquestra Sinfônica de Boston, substituindo William Steinberg na metade do concerto. Ele ficou em Boston como assistente do maestro até 1974, e fez muitas gravações com a orquestra. Ele foi diretor musical da Orquestra Filarmônica de Buffalo entre 1971 até 1979. Entre 1971 e 1977 ele também conduziu muitos concertos com a Filarmônica de Nova Iorque. De 1981 até 1985 ele foi o maestro principal da Orquestra Filarmônica de Los Angeles. Tilson Thomas fundou a Nova Sinfônica Mundial em Miami, Flórida em 1987. De 1988 até 1995 ele foi o maestro principal da Orquestra Sinfônica de Londres e desde 1995 ele foi o principal maestro convidado da orquestra. Em 1995 passou a ser o diretor musical da Orquestra Sinfônica de São Francisco.

## Prêmios
Grammy Award for Best Orchestral Performance
- 2006 Conducting San Francisco Symphony, performing Mahler: Symphony No. 7.
- 2003 Conducting the San Francisco Symphony, performing Mahler: Symphony No. 6.
- 2000 Conducting the Peninsula Boys Choir, the San Francisco Girls Chorus, the San Francisco Symphony and Chorus, performing Stravinsky: The Firebird; The Rite of Spring; Perséphone.
- 1997 Conducting the San Francisco Symphony, performing Prokofiev: Romeo and Juliet (scenes).

Grammy Award for Best Classical Album
- 2006 Conducting San Francisco Symphony, performing Mahler: Symphony No. 7.
- 2004 Conducting San Francisco Symphony, performing Mahler: Symphony No. 3, Kindertotenlieder.
- 2000 Conducting the Peninsula Boys Choir, the San Francisco Girls Chorus, the San Francisco Symphony and Chorus, performing Stravinsky: The Firebird; The Rite of Spring; Perséphone.

Grammy Award for Best Choral Performance
- 1976 Conducting the Cleveland Boys Choir and Cleveland Orchestra Chorus, performing Orff: Carmina Burana